# حشره‌خوار شینتو
 حشره‌خوار شینتو (نام علمی: Sorex shinto) نام یک گونه از سرده حشره‌خوارهای دم‌دراز است.